# Lapithen

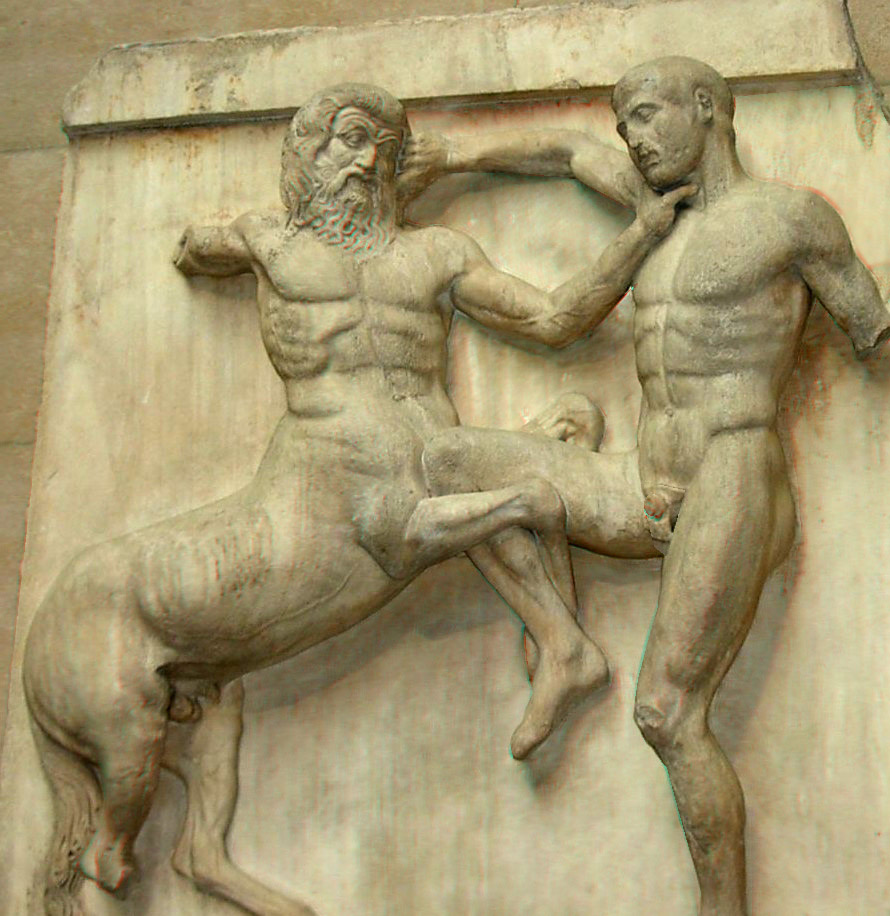
Kampf zwischen einem Kentauren und einem Lapithen: Relief auf einer Metope des Parthenon

Die Lapithen (altgriechisch Λαπίθαι Lapíthai, lateinisch Lapíthae; Singular: Λαπίθης, Lapíthēs, lateinisch: Lapítha, Lapíthēs, deutsch: der Lapíthe, Lapith, die Lapíthin) sind ein sagenhaftes Volk, das der griechischen Mythologie zufolge im antiken Griechenland gelebt haben soll. Sie stammten von Lapithes ab, einem Sohn des Apollon und der Stilbe. Ihre Wohnsitze sollen sich im nördlichen Thessalien befunden haben. Diese Region liegt nördlich der Mitte des heutigen Griechenlands und hat als Hauptstadt Larisa.

## Mythologie

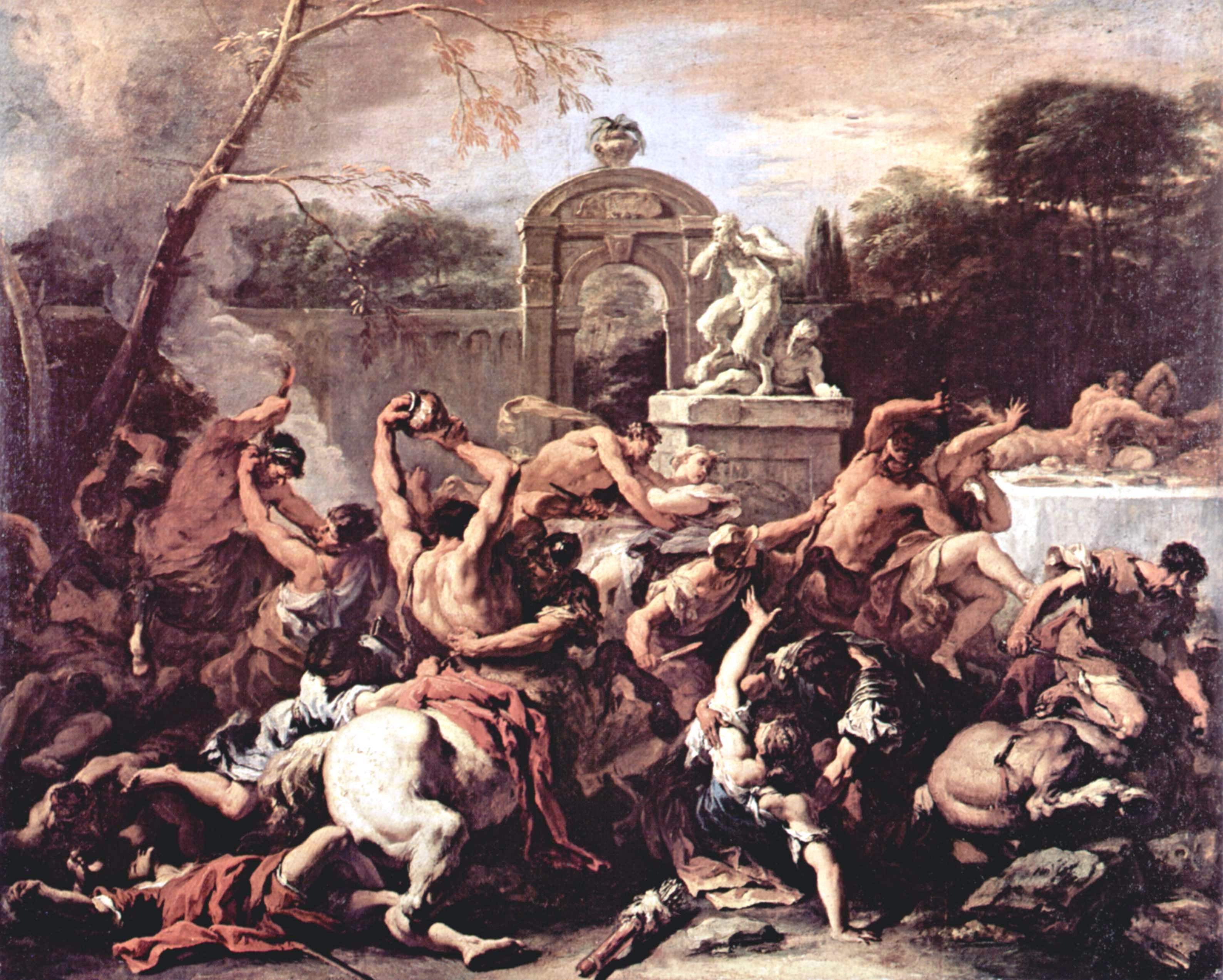
Sebastiano Ricci, ca. 1715: Die Kentauromachie

Der Überlieferung nach waren die Lapithen von edler Gesinnung, weswegen Adelsfamilien Griechenlands noch heute gerne ihren Ursprung auf sie zurückführen.
Je nach Quelle wird eine mythologische Begebenheit mit geringen Unterschieden berichtet:
Zur Hochzeit des tapferen Lapithenkönigs Peirithoos mit der schönen Hippodameia waren auch die wilden Zentauren (griechisch Κένταυροι Kéntauroi) eingeladen, Menschen mit Pferdeleibern. Als während der Feier der betrunkene Zentaur Eurytion der Braut Gewalt antun wollte, schnitten ihm die Lapithen kurzerhand Nase und Ohren ab und schleiften den Blutenden zur Tür hinaus. Daraufhin kam es zu einer unerbittlichen Schlacht zwischen Gastgebern und Gästen, in der die Lapithen schließlich, auch dank der Hilfe des Helden Theseus, die Oberhand behielten.
Die legendäre Kentauromachie, der „Zentaurenkampf“ zwischen den Edelmenschen hier und den die wilde und unheimliche Natur verkörpernden Tiermenschen da, steht für die Auseinandersetzung zwischen Intellekt und Triebhaftigkeit im Einzelnen Menschen und war allzeit beliebtes Thema in Kunst und Literatur.

## Bekannte Lapithen und eine Lapithin
ᴷLapithen mit hochgestelltem K: Teilnehmer der Kentauromachie; (Lapithen) mit Klammern: namentliche Abweichungen und Gleichsetzungen.
1. Aigeus (Augias)
2. ᴷAktor (nach V. Flaccus)
3. Aktor (nach Diodor)
4. Alkon
5. ᴷAmpyx (Ampykos)
6. Andraimon
7. Andreus
8. ᴷAntimachos
9. Antion
10. Asklepios
11. Asterion
12. Atrax
13. Augias (Aigeus)
14. Autolykos
15. Azoros
16. ᴷBroteas
17. ᴷCharaxos
18. Deileon (Demoleon)
19. Deimachos
20. Dotis
21. ᴷDryas
22. Eioneus
23. Elatos
24. ᴷEuagros
25. Eurynomos
26. ᴷExadios
27. Gyrton
28. ᴷHalesos
29. ᴷHippodameia
30. Hippios
31. ᴷHopleus (Hoplon, Hoplos)
32. Hipseus
33. Ischys
34. Ixion
35. ᴷKaineus
36. ᴷKeladon
37. ᴷKometes
38. ᴷKorythos
39. ᴷKrantor
40. ᴷKymelos
41. Lapithes
42. Leonteus
43. Lesbos
44. Magnes
45. ᴷMakareus
46. ᴷMopsos
47. Olenos
48. ᴷOrios
49. Peirasos
50. ᴷPeirithoos
51. Peison (Peision)
52. ᴷPelates
53. Pelethronios
54. ᴷPeriphas
55. ᴷPhaleros
56. Phlegyas
57. Phlogios
58. Phokos
59. ᴷPhorbas
60. Pieros
61. ᴷPolyphemos
62. Polypeutes
63. Priasos (Peirasos)
64. ᴷProlochos
65. ᴷTektaphos
66. ᴷTherandros (Thersandros)
67. Titaron
68. Triopas

## Bildende Kunst
- Françoisvase von Chiusi (heute im Archäologischen Nationalmuseum Florenz)
- Westgiebel des Zeustempels in Olympia
- Südmetopen des Parthenon in Athen
- Fries am Hephaisteion (Theseion) in Athen
- Fries am Apollontempel bei Bassai (Phigaleia)